# Зыкеево (Московская область)
Зыкеево — деревня в Чеховском районе Московской области, в составе муниципального образования сельское поселение Любучанское (до 29 ноября 2006 года входила в состав Любучанского сельского округа).

## Население
| 2002 | 2006 | 2010 |
| ---- | ---- | ---- |
| 17   | ↘14  | ↘12  |

## География
Зыкеево расположено примерно в 18 км (по шоссе) на северо-восток от Чехова, на правом берегу реки Рожайка (правый приток реки Пахры), у впадения безымянного притока, высота центра деревни над уровнем моря — 157 м. На 2016 год в Зыкеево зарегистрирована 4 садовых товарищества.